# (15497) Lucca
(15497) Lucca est un astéroïde de la ceinture principale.

## Description
(15497) Lucca est un astéroïde de la ceinture principale. Il fut découvert le 23 février 1999 à Monte Agliale par Sauro Donati. Il présente une orbite caractérisée par un demi-grand axe de 3,14 UA, une excentricité de 0,11 et une inclinaison de 2,7° par rapport à l'écliptique.

## Compléments